# Жупиков, Василий Михайлович
Васи́лий Миха́йлович Жу́пиков (16 января 1954, Астрахань, РСФСР, СССР — 7 июня 2015, Подольск, Россия) — советский и российский футболист, защитник, тренер. Мастер спорта СССР.
В 1996 году окончил Волгоградский государственный институт физической культуры и спорта. Мастер спорта СССР (23.11.1977).

## Биография
Воспитанник астраханских клуба «Локомотив» и школы «Смена».
В 1972 году зачислен в команду мастеров «Волгарь» Астрахань.
В 1975 году перешёл в «Крылья Советов» Куйбышев. В 1977 году приглашён в «Торпедо» Москва, где успешно играл 9 сезонов. Выступал на позиции центрального защитника.
В 1986 году играл за «Динамо» Москва, но в основе появлялся нечасто — всего 6 матчей за сезон.
В 1987—1988 годах играл за «Спорт» Таллин, куда его пригласил Валерий Овчинников. В 1989 году перешёл в клуб «Лада» Тольятти. В 1989—1993 снова играл за «Крылья Советов» Куйбышев.
В 1993 году отыграл 21 игру за «Нефтехимик» Нижнекамск, после чего завершил игровую карьеру.

## Сборная
За сборную СССР сыграл 15 матчей.
Первый матч за сборную провёл 7 сентября 1977 года против Польши. Советская команда победила со счётом 4:1, а Жупиков вышел на поле на 78-й минуте.
Последний матч в сборной провёл 15 мая 1984 года против Финляндии. В этом поединке советские футболисты победили со счётом 3:1.
За олимпийскую сборную СССР сыграл 4 матча.

## Стиль игры
Из статьи Виталия Прищепова Архивная копия от 30 апреля 2020 на Wayback Machine: «Его называли стержневым игроком оборонительной линии — бесстрашно вступая в борьбу с любым форвардом, он действовал жестко, но корректно. Многие прославленные нападающие в единоборствах с Василием Жупиковым теряли свои лучшие качества»
Из интервью Вячеслава Чанова:
— Мы знаем о случае на таможне в олимпийской сборной с Дегтяревым и Жупиковым.

— Когда Васька моргнул? У него был нервный тик. Дергалось правое веко, казалось — подмигивает. Бдительный таможенник подумал: «Ага, надо брать». И повязали Юру, который шел следом, шмонали до упора. Жупиков после этого всегда таможню проходил последним. Меня в «Торпедо» предупредили: «За ним идти нельзя». Он и в игре чудил. Мяч пролетит перед носом — не реагирует, опасный момент у наших ворот. Ему орут: «Вась, ты чего?» Он руками разводит: «Моргнул». В команде прозвали Моргулис.

## Достижения
- Бронзовый призёр чемпионата СССР 1977 года.
- Обладатель кубка СССР 1986 года.
- 3 раза входил в число 33-х лучших игроков СССР (№ 2 в 1977 и 1978 годах, № 3 в 1983 году).

## Тренерская карьера
- Тренер в клубе «Нефтехимик» Нижнекамск (1993—1997)
- Тренер в клубе «Локомотив» Нижний Новгород (1997—2001)
- Тренер-преподаватель СДЮШОР «Торпедо-ЗИЛ» (2001—2002)
- Тренер в клубе «Волгарь-Газпром» Астрахань (2002—2005)
- Тренер-преподаватель СДЮШОР «Москва» имени Валерия Воронина (с 2006). Работал с группами 1994 и 1997 годов рождения[3].

## Семья
Жена — Александра Павловна, дочь — Елена. Есть брат Виктор, живёт и работает в Оренбургской области.